# Kung Fu Panda (franquia)
A franquia Kung Fu Panda da DreamWorks Animation consiste em quatro filmes: Kung Fu Panda (2008), Kung Fu Panda 2 (2011), Kung Fu Panda 3 (2016) e Kung Fu Panda 4 (2024). Os dois primeiros filmes foram distribuídos pela Paramount Pictures, o terceiro filme foi distribuído pela 20th Century Fox e o quarto filme será distribuído pela Universal Pictures. Três curtas, O Segredo dos Cinco Furiosos (2008), Especial de Natal Kung Fu Panda (2010) e Kung Fu Panda: O Segredo dos Mestres (2011), também foram lançados. Uma série de televisão para o canal a cabo Nickelodeon: Kung Fu Panda: Lendas do Dragão Guerreiro, estreou no outono de 2011.
A franquia é baseada num gênero de fantasia wuxia da antiga China populada por animais humanoides, mostra as aventuras de Po Ping, um panda gigante obeso, que improvavelmente é escolhido como o profetizado Dragão Guerreiro. Apesar de seu status ser inicialmente duvidoso, Po mostrou-se digno a cumprir seu destino e aprender sobre seu passado junto de seus novos amigos.

## Série de filmes
- Kung Fu Panda (2008)
- Kung Fu Panda 2 (2011)
- Kung Fu Panda 3 (2016)
- Kung Fu Panda 4 (2024)

## Curta-metragens
- Secrets of the Furious Five (2008)
- Kung Fu Panda Holiday (2010)
- Kung Fu Panda: Secrets of the Masters (2011)
- Kung Fu Panda: Secrets of the Scroll (2016)
- Panda Paws (2016)

## Recepção
A série de filmes tem sido aclamado por vários os recursos a ser nomeada para o Oscar de Melhor Filme de Animação, bem como inúmeros Annie Awards, enquanto sua série de televisão ganhou 11 prêmios Emmy. Além disso, a franquia é bastante popular na China, onde a série é saudado como não só um excelente contributo para o gênero wuxia, mas também para a sua compreensão a mostrar a cultura e o patrimônio chinês em uma produção do cinema americano. Além disso, ambos os filmes foram o filme de animação mais bem sucedido para os seus anos e o segundo atualmente bilheteria de maior sucesso em todo o mundo para um filme dirigido unicamente por uma mulher (Jennifer Yuh Nelson).